# Nestor skalny
Nestor skalny (Nestor productus) – gatunek średniej wielkości ptaka z rodziny nestorów (Nestoridae), podrodziny nestorów (Nestorinae). Występował na wyspach Norfolk i Phillip Island. Wymarł w 2. połowie XIX wieku.

## Taksonomia
Po raz pierwszy gatunek opisał naukowo John Gould w 1836 na łamach „Proceedings of the Zoological Society of London”. Nadał nowemu gatunkowi nazwę Plyctolophus productus. Zamieścił jedynie opis upierzenia i krótką notkę systematyczną. Wcześniej, w 1822 opisał go John Latham, nie nadał mu jednak nazwy naukowej, a jedynie zwyczajową. Obecnie (2021) Międzynarodowy Komitet Ornitologiczny umieszcza nestora skalnego w rodzaju Nestor. Uznaje gatunek za monotypowy. W 1860 August von Pelzeln opisał nowy gatunek, Nestor norfolcensis. Jest to synonim N. productus. 
W 1907 Rothschild odnotował, że jeden okaz muzealny znajdował się w Tring, dwa w Londynie, jeden we Florencji, dwa w Wiedniu, jeden w Pradze, dwa w Lejdzie, a jeden w Amsterdamie (daje to łącznie 10 okazów). Według danych z 1989, na całym świecie zachowało się przynajmniej siedem okazów muzealnych (według innego źródła mniej niż 20). Obecnie (2016) w kolekcji Muzeum Historii Naturalnej w Londynie znajduje się siedem okazów tego gatunku.

## Morfologia
Przybliżone wymiary dla dwóch okazów z Phillip Island, z Muzeum Historii Naturalnej w Londynie (wtedy British Museum; oryginalne w calach): długość ciała 38 cm, długość skrzydła 26 cm, długość ogona 14,2 cm, długość górnej krawędzi dzioba 5 cm, długość skoku 3 cm. Wierzch ciała brązowy, pióra obrzeżone bardziej intensywnym brązowym. Wierzch głowy jaśniejszy, pióra dookoła szyi z żółtym nalotem. Kuper i pokrywy nadogonowe matowoczerwone. Gardło i policzki czerwonawe. Przez pierś przechodzi jasnożółty pas. Brzuch i pokrywy podogonowe ochrowoczerwone. Skrzydła brązowe, widoczny nieznaczny zielony nalot. Pokrywy skrzydłowe średnie wyróżniają się słabo widocznymi żółtymi krawędziami. Na lotkach występuje jasne, żółtoczerwonawe ząbkowanie. Pokrywy podskrzydłowe żółte, te bardziej wewnętrzne pomarańczowoczerwone. Sterówki brązowe, zieleniejące w kierunku nasady; występuje jasnoczerwone ząbkowanie. Tęczówki ciemnobrązowe, dziób brązowy. Nozdrza, naga skóra wokół oka oraz nogi oliwkowozielone.

## Zasięg występowania
Nestory skalne występowały na Norfolku i sąsiedniej Phillip Island.

## Ekologia i zachowanie
Nestory skalne żerowały zarówno na najwyższych drzewach Phillip Island, jak i na ziemi w skałach. Wiadomo, że w naturze jadły między innymi pąki kwiatowe hibiskusów rosnących na wyspie oraz ich pyłek. John Gould odnotował, że języki nestorów skalnych i lorys Trichoglossus były zakończone podobną strukturą. Obserwował również żywego ptaka, żyjącego w Anglii w domu J.P. Millbanka; nestor ten lubił jeść liście sałaty i innych miękkich warzyw, soki owocowe, kremy i masło. Podobnie jak inne papugi, nestory skalne dobrze znosiły niewolę i były pociesznymi towarzyszami. W naturze zachowywały się jak oswojone i łatwo dawały się złapać w pętlę. Odzywały się ochrypłym, kwaczącym, nieskładnym głosem, niekiedy przypominającym szczekanie psa.
Nestory skalne składały w dziuplach 4 białe jaja.

## Status
IUCN uznaje gatunek za wymarły. Ostatni osobnik umarł w niewoli w 1851. Prawdopodobnie do wymarcia przyczyniło się przekształcanie środowiska życia nestorów skalnych w tereny rolnicze. Przed wymarciem nestorom skalnym udało się przetrwać polowania praktykowane przez Polinezyjczyków, którzy zajmowali wyspy do XVII wieku, podobnie jak i ze strony pierwszych europejskich osadników. Najprawdopodobniej po wymarciu na Norfolku nestory skalne żyły jeszcze na Phillip Island.